# 富塔賈隆
富塔賈隆（羅馬化：Fuuta Jaloo）是西非国家幾內亞的高地，平均海拔高度900米，雨量充足，是尼日爾河、岡比亞河和塞內加爾河的發源地。
富塔賈隆的主要居民是富拉尼人，他們除了飼養牛、羊和山羊外，還種植稻米、香蕉和其他水果。
1983年7月1日，朝鮮民航（今高麗航空）班機在此高地附近墜毀，造成機上23名人員全數罹難，為迄今北韓唯一一次紀錄在案，造成人員死傷的航空事故。

## 外部連結
- webFuuta （页面存档备份，存于）
- http://foutaweb.com （页面存档备份，存于）
- http://www.foutapedia.org （页面存档备份，存于）

1. ↑  Ranter, Harro. . aviation-safety.net.   [2019-06-25]. （原始内容存档于2018-11-24）.